# A todos mis niños
A todos mis niños es el tercer álbum recopilatorio del cantante español Miliki.

## Lista de álbumes incluidos
- «A mis niños de 30 años»
- «¿Cómo están ustedes?»
- «El Desván Mágico de Miliki»
- «Miliki y las tablas de multiplicar»
- «Al Cole con Miliki»
- «Miliki y los cantantes ayudantes» (CD inédito)

- Datos: Q5654508